# Australia na Zimowych Igrzyskach Olimpijskich 2010
Australię na Zimowych Igrzyskach Olimpijskich 2010 reprezentowało czterdziestu zawodników. Był to siedemnasty start reprezentacji Australii na zimowych igrzyskach olimpijskich.

## Medale
| Medal | Imię i nazwisko | Dyscyplina sportowa | Konkurencja               | Data      |
| ----- | --------------- | ------------------- | ------------------------- | --------- |
|       | Torah Bright    | Snowboarding        | halfpipe kobiet           | 18 lutego |
|       | Lydia Lassila   | Narciarstwo dowolne | skoki akrobatyczne kobiet | 24 lutego |
|       | Dale Begg-Smith | Narciarstwo dowolne | jazda na muldach mężczyzn | 14 lutego |

## Dyscypliny

### Narciarstwo alpejskie
Mężczyźni
| Zawodnik     | Konkurencja | Czas    | Miejsce |
| ------------ | ----------- | ------- | ------- |
| Craig Branch | Zjazd       | 1:57,19 | 34      |
| Craig Branch | Supergigant | 1:32,89 | 29      |
| Jono Brauer  | Zjazd       | 1:58,08 | 39      |
| Jono Brauer  | Supergigant | 1:32,92 | 30      |

### Biathlon
Mężczyźni
| Zawodnik        | Konkurencja | Finał   | Finał | Finał   |
| Zawodnik        | Konkurencja | Czas    | Pudła | Miejsce |
| --------------- | ----------- | ------- | ----- | ------- |
| Alexei Almoukov | Sprint      | 30:57,9 | 4     | 87      |

### Bobsleje
Kobiety i mężczyźni
| Zawodnicy                                                       | Konkurencja      | Finał            | Finał            | Finał            | Finał                   | Finał            | Finał            |
| Zawodnicy                                                       | Konkurencja      | Ślizg 1          | Ślizg 2          | Ślizg 3          | Ślizg 4                 | Czas             | Miejsce          |
| --------------------------------------------------------------- | ---------------- | ---------------- | ---------------- | ---------------- | ----------------------- | ---------------- | ---------------- |
| Chris Spring Duncan Harvey (ślizg 1 i 2) Anthony Ryan (ślizg 3) | Dwójki mężczyzn  | 53,14            | 54,41            | 53,18            | Nie zakwalifikowali się | 2:40,73          | 22               |
| Jeremy Rolleston Duncan Pugh                                    | Dwójki mężczyzn  | Nie ukończyli    | Nie wystartowali | Nie wystartowali | Nie wystartowali        | Nie wystartowali | Nie wystartowali |
| Jeremy Rolleston Duncan Pugh Duncan Harvey Anthony Ryan         | Czwórki mężczyzn | Nie wystartowali | Nie wystartowali | Nie wystartowali | Nie wystartowali        | Nie wystartowali | Nie wystartowali |
| Astrid Loch-Wilkinson Cecilia Mcintosh                          | Dwójki kobiet    | 54,85            | 54,66            | 55,16            | Nie zakwalifikowały się | 2:44,67          | 19               |

### Biegi narciarskie
Kobiety i mężczyźni
| Zawodnicy           | Konkurencja                            | Kwalifikacje | Kwalifikacje | Ćwierćfinał    | Ćwierćfinał    | Półfinał       | Półfinał       | Finał          | Finał   |
| Zawodnicy           | Konkurencja                            | Czas         | Miejsce      | Czas           | Miejsce        | Czas           | Miejsce        | Czas           | Miejsce |
| ------------------- | -------------------------------------- | ------------ | ------------ | -------------- | -------------- | -------------- | -------------- | -------------- | ------- |
| Esther Bottomley    | Sprint kobiet                          | 4:05,12      | 50           | Nie awansowała | Nie awansowała | Nie awansowała | Nie awansowała | Nie awansowała | 50      |
| Paul Murray         | Sprint mężczyzn                        | 3:52,96      | 55           | Nie awansowała | Nie awansowała | Nie awansowała | Nie awansowała | Nie awansowała | 55      |
| Ben Sim             | Bieg na 15 km stylem dowolnym mężczyzn | N/A          | N/A          | N/A            | N/A            | N/A            | N/A            | 35:48,6        | 45      |
| Ben Sim             | Bieg pościgowy na 30 km mężczyzn       | N/A          | N/A          | N/A            | N/A            | N/A            | N/A            | 1:23:25,8      | 47      |
| Paul Murray Ben Sim | Sprint drużynowy mężczyzn              | 19:57,0      | 10           | N/A            | N/A            | N/A            | N/A            | Nie awansowali | 20      |

### Łyżwiarstwo figurowe
Kobiety
| Zawodniczka  | Koncjakuren         | Taniec obowiązkowy | Taniec obowiązkowy | Krótki program/Taniec oryginalny | Krótki program/Taniec oryginalny | Łyżwiarstwo wolne/Taniec dowolny | Łyżwiarstwo wolne/Taniec dowolny | Suma   | Suma    |
| Zawodniczka  | Koncjakuren         | Punkty             | Miejsce            | Punkty                           | Miejsce                          | Punkty                           | Miejsce                          | Punkty | miejsce |
| ------------ | ------------------- | ------------------ | ------------------ | -------------------------------- | -------------------------------- | -------------------------------- | -------------------------------- | ------ | ------- |
| Cheltzie Lee | Indywidualny kobiet | N/A                | N/A                | 52,16                            | 18                               | 86,00                            | 20                               | 138,16 | 20      |

### Narciarstwo dowolne
Drużyna mężczyzn – skoki akrobatyczne i jazda na muldach
| Zawodnik        | Konkurencja        | Kwalifikacje | Kwalifikacje | Finał           | Finał           |
| Zawodnik        | Konkurencja        | Punkty       | Miejsce      | Punkty          | Miejsce         |
| --------------- | ------------------ | ------------ | ------------ | --------------- | --------------- |
| Dale Begg-Smith | Jazda na muldach   | 25,03        | 4 Q          | 26,58           |                 |
| Ramone Cooper   | Jazda na muldach   | 21,11        | 27           | Nie zaawansował | Nie zaawansował |
| David Morris    | Skoki akrobatyczne | 221,02       | 13           | Nie awansował   | Nie awansował   |

Drużyna mężczyzn – skicross
| Zawodnik      | Konkurencja | Kwalifikacje | Kwalifikacje | 1/8 finału | Ćwierćfinał | Półfinał | Finał        | Finał   |
| Zawodnik      | Konkurencja | Czas         | Miejsce      | Miejsce    | Miejsce     | Miejsce  | Finał        | Miejsce |
| ------------- | ----------- | ------------ | ------------ | ---------- | ----------- | -------- | ------------ | ------- |
| Scott Kneller | Skicross    | 1:13,85      | 12 Q         | 2 Q        | 2 Q         | 3 q      | Mały finał 3 | 7       |

Drużyna kobiet – skoki akrobatyczne i jazda na muldach
| Zawodniczka       | Konkurencja        | Kwalifikacje | Kwalifikacje | Finał          | Finał          |
| Zawodniczka       | Konkurencja        | Punkty       | Miejsce      | Punkty         | Miejsce        |
| ----------------- | ------------------ | ------------ | ------------ | -------------- | -------------- |
| Britteny Cox      | Jazda na muldach   | 19,87        | 23           | Nie awansowała | Nie awansowała |
| Jacqui Cooper     | Skoki akrobatyczne | 162,99       | 11 Q         | 194,29         | 5              |
| Elizabeth Gardner | Skoki akrobatyczne | 164,60       | 10 Q         | 86,70          | 12             |
| Lydia Lassila     | Skoki akrobatyczne | 167,55       | 9 Q          | 214,74         |                |
| Bree Munro        | Skoki akrobatyczne | 143,46       | 18           | Nie awansowała | Nie awansowała |

Drużyna kobiet – skicross
| Zawodniczka | Konkurencja | Kwalifikacje | Kwalifikacje | 1/8 finału | Ćwierćfinał | Półfinał       | Finał          | Finał   |
| Zawodniczka | Konkurencja | Czas         | Miejsce      | Miejsce    | Miejsce     | Miejsce        | Finał          | Miejsce |
| ----------- | ----------- | ------------ | ------------ | ---------- | ----------- | -------------- | -------------- | ------- |
| Katya Crema | Skicross    | 1:20,19      | 17 Q         | 2 Q        | 3           | Nie awansowała | Nie awansowała | 15      |
| Jenny Owens | Skicross    | 1:19,80      | 15 Q         | 2 Q        | 3           | Nie awansowała | Nie awansowała | 13      |

### Saneczkarstwo
Kobiety
| Zawodniczka          | Konkurencja | Finały  | Finały  | Finały  | Finały  | Finały   | Finały  |
| Zawodniczka          | Konkurencja | Ślizg 1 | Ślizg 2 | Ślizg 3 | Ślizg 4 | Czas     | Miejsce |
| -------------------- | ----------- | ------- | ------- | ------- | ------- | -------- | ------- |
| Hannah Campbell-Pegg | Jedynki     | 42,527  | 42,570  | 42,606  | 42,519  | 2:50,222 | 23      |

### Short track
Kobiety i mężczyźni
| Zawodnicy          | Konkurencja             | Grupa    | Grupa   | Ćwierćfinał    | Ćwierćfinał    | Półfinał       | Półfinał       | Finał            | Finał          | Ranking |
| Zawodnicy          | Konkurencja             | Czas     | Miejsce | Czas           | Miejsce        | Czas           | Miejsce        | Czas             | Miejsce        | Ranking |
| ------------------ | ----------------------- | -------- | ------- | -------------- | -------------- | -------------- | -------------- | ---------------- | -------------- | ------- |
| Tatiana Borodulina | Bieg na 500 m kobiet    | 44,901   | 3       | Nie awansowała | Nie awansowała | Nie awansowała | Nie awansowała | Nie awansowała   | Nie awansowała | 21      |
| Tatiana Borodulina | Bieg na 1000 m kobiet   | 1:32,509 | 1 Q     | 1:32,465       | 2 Q            | 1:29,663       | 3 QB           | Finał B 1:32,661 | 4              | 7       |
| Tatiana Borodulina | Bieg na 1500 m kobiet   | 2:27,408 | 2 Q     | N/A            | N/A            | 2:21,617       | 4 QB           | Finał B 2:43,051 | 3              | 11      |
| Lachlan Hay        | Bieg na 1000 m mężczyzn | 1:26,132 | 4       | Nie awansował  | Nie awansował  | Nie awansował  | Nie awansował  | Nie awansował    | Nie awansował  | 26      |

### Skeleton
Kobiety
| Zawodniczka        | Konkurencja     | Finał   | Finał   | Finał   | Finał   | Finał   | Finał   |
| Zawodniczka        | Konkurencja     | Ślizg 1 | Ślizg 2 | Ślizg 3 | Ślizg 4 | Suma    | Miejsce |
| ------------------ | --------------- | ------- | ------- | ------- | ------- | ------- | ------- |
| Melissa Hoar       | Skeleton kobiet | 54,73   | 54,48   | 54,48   | 54,53   | 3:38,22 | 12      |
| Emma Lincoln-Smith | Skeleton kobiet | 54,28   | 54,41   | 54,54   | 54,40   | 3:37,63 | 10      |

Mężczyźni
| Zawodnik      | Konkurencja       | Finał           | Finał           | Finał           | Finał                  | Finał           | Finał           |
| Zawodnik      | Konkurencja       | Ślizg 1         | Ślizg 2         | Ślizg 3         | Ślizg 4                | Suma            | Miejsce         |
| ------------- | ----------------- | --------------- | --------------- | --------------- | ---------------------- | --------------- | --------------- |
| Anthony Deane | Skeleton mężczyzn | 54,55           | 54,12           | 54,68           | Nie zakwalifikował się | 2:43,45         | 23              |
| John Farrow   | Skeleton mężczyzn | Nie wystartował | Nie wystartował | Nie wystartował | Nie wystartował        | Nie wystartował | Nie wystartował |

### Snowboard
Halfpipe
| Zawodnicy      | Konkurencja       | Kwalifikacje | Kwalifikacje | Kwalifikacje | Półfinał      | Półfinał      | Półfinał      | Finał         | Finał         | Finał         |
| Zawodnicy      | Konkurencja       | Ślizg 1      | Ślizg 2      | Miejsce      | Ślizg 1       | Ślizg 2       | Miejsce       | Ślizg 1       | Ślizg 2       | Miejsce       |
| -------------- | ----------------- | ------------ | ------------ | ------------ | ------------- | ------------- | ------------- | ------------- | ------------- | ------------- |
| Torah Bright   | Halfpipe kobiet   | 41,3         | 45,8         | 1 QF         | Odpadła       | Odpadła       | Odpadła       | 5,9           | 45,0          |               |
| Holly Crawford | Halfpipe kobiet   | 38,6         | 39,5         | 7 QS         | 17,3          | 41,7          | 1 QF          | 23,9          | 30,3          | 8             |
| Scott James    | Halfpipe mężczyzn | 7,6          | 28,2         | 12           | Nie awansował | Nie awansował | Nie awansował | Nie awansował | Nie awansował | Nie awansował |
| Ben Mates      | Halfpipe mężczyzn | 28,3         | 29,6         | 9 QS         | 3,6           | 27,5          | 11            | Nie awansował | Nie awansował | Nie awansował |

Slalom gigant równoległy
| Zawodnicy    | Konkurencja                     | Klasyfikacja | Klasyfikacja | Rundy z 16     | Ćwierćfinał    | Półfinał       | Finał          | Finał   |
| Zawodnicy    | Konkurencja                     | Czas         | Miejsce      | Opozycja Czas  | Opozycja Czas  | Opozycja Czas  | Opozycja Czas  | Miejsce |
| ------------ | ------------------------------- | ------------ | ------------ | -------------- | -------------- | -------------- | -------------- | ------- |
| Johanna Shaw | Slalom gigant równoległy kobiet | 1:26,10      | 19           | Nie awansowała | Nie awansowała | Nie awansowała | Nie awansowała | 19      |

Snowboard cross
| Zawodnicy        | Konkurencja              | Kwalifikacje | Kwalifikacje | 1/8 finału     | Ćwierćfinał    | Półfinał       | Finał   |
| Zawodnicy        | Konkurencja              | Czas         | Miejsce      | Miejsce        | Miejsce        | Miejsce        | Miejsce |
| ---------------- | ------------------------ | ------------ | ------------ | -------------- | -------------- | -------------- | ------- |
| Damon Hayler     | Snowboard cross mężczyzn | 1.21,81      | 9            | 2 Q            | 4              | Nie awansował  | 10      |
| Stephanie Hickey | Snowboard cross kobiet   | 1:35,26      | 18           | Nie awansowała | Nie awansowała | Nie awansowała | 18      |
| Alex Pullin      | Snowboard cross mężczyzn | 1.20,15      | 1            | 3              | Nie awansował  | Nie awansował  | 17      |

### Łyżwiarstwo szybkie
Kobiety
| Zawodniczka | Konkurencja    | Wyścig 1 | Wyścig 1 | Wyścig 2 | Wyścig 2 | Finał   | Finał   |
| Zawodniczka | Konkurencja    | Czas     | Miejsce  | Czas     | Miejsce  | Czas    | Miejsce |
| ----------- | -------------- | -------- | -------- | -------- | -------- | ------- | ------- |
| Sophie Muir | Bieg na 500 m  | 39,649   | 31       | 39,400   | 27       | 1:19,04 | 29      |
| Sophie Muir | Bieg na 1000 m | N/A      | N/A      | N/A      | N/A      | 1:18,79 | 30      |